# Garelli
Garelli es el nombre de una empresa italiana que fabrica motocicletas. Fue fundada en 1919 por Adalberto Garelli. 

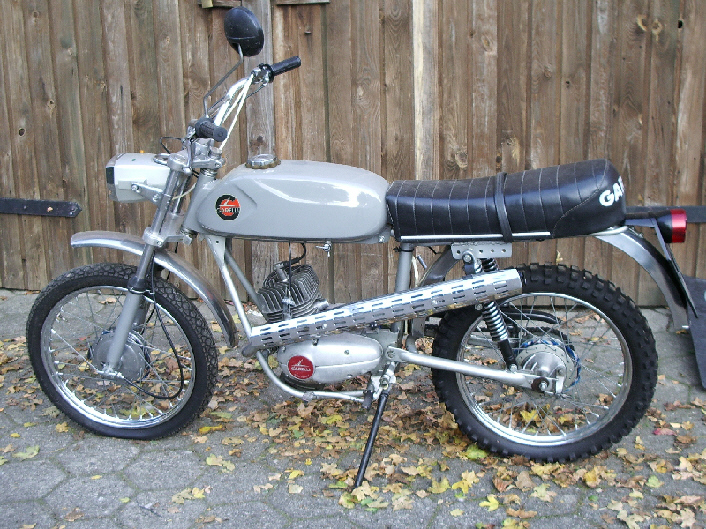
Garelli Cross de 1968.

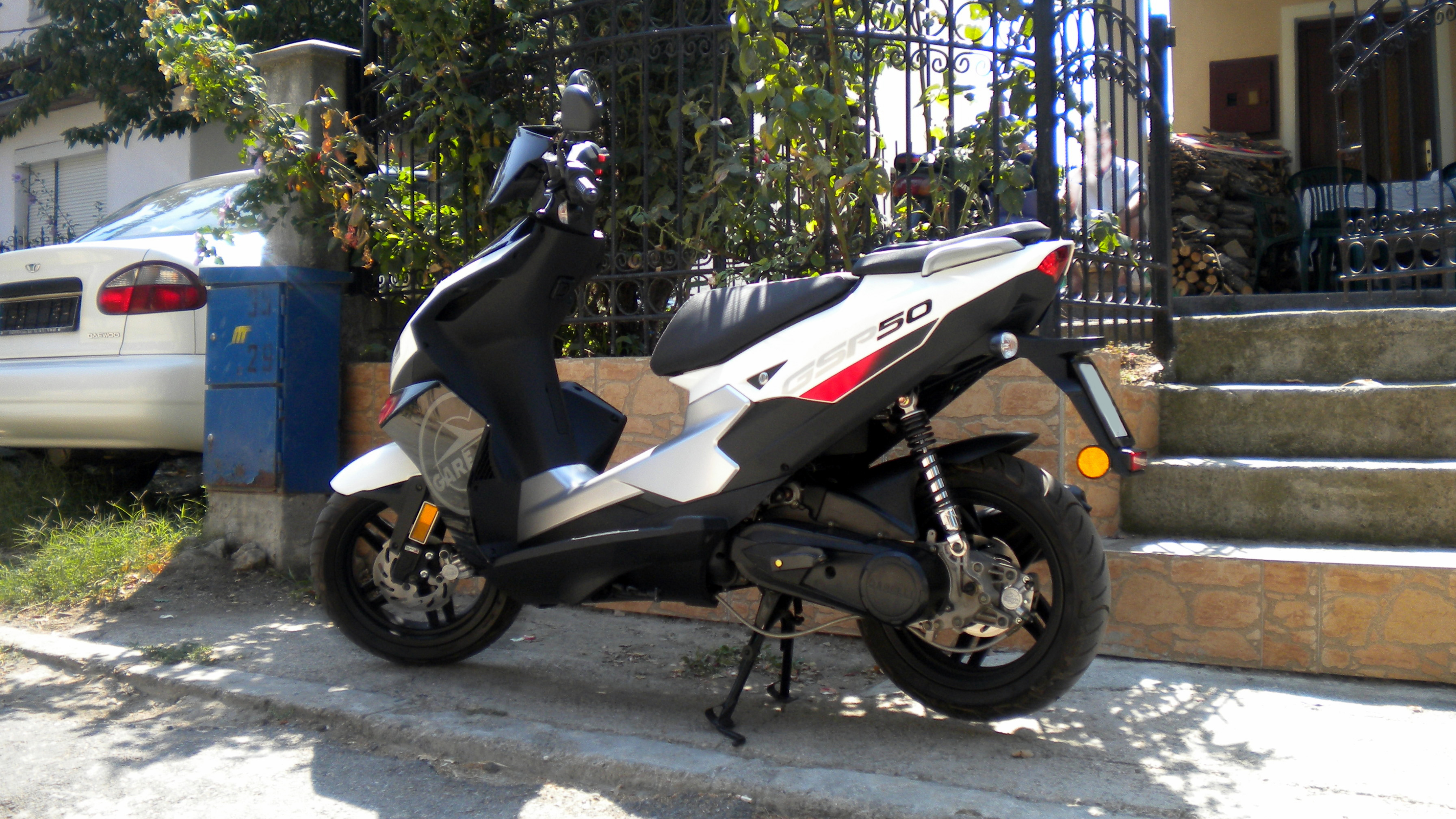
Garelli GSP 50cc.

A los 32 años, Adalberto Garelli se graduó en ingeniería y se dedicó a desarrollar y perfeccionar motores de dos tiempos para la empresa Fiat. Garelli terminó con esta empresa en 1911 ya que esta perdió interés por los motores de dos tiempos. Continuó con el diseño de un motor propio de 350cc entre 1911 y 1914. Garelli trabajó para otros fabricantes de motocicletas entre 1914 y 1918, durante este tiempo, ganó una competición organizada por el ejército italiano para diseñar una motocicleta que usó el motor que él diseñó. 
En 1919, Garelli construyó su motocicleta de 350cc que batió un récord de larga distancia entre Milán y Nápoles. El piloto Ettore Girardi cubrió los 840 kilómetros entre esas dos ciudades a una media de 38,29 km/h. Muchos de los corredores italianos tales como Tazio Nuvolari y Achille Varzi empezaron su carrera con motos de esta marca. La Garelli 350 estuvo en producción hasta 1926 y tuvo grandes éxitos en las carreras. La empresa también fabricó motocicletas para el ejército italiano. Después de la II Guerra Mundial, Garelli se concentró en la producción de motocicletas de menor cilindrada, micromotores y ciclomotores para el mercado europeo.
En la década de los 80 del siglo XX, esta empresa consiguió seis campeonatos del mundo consecutivos en el Campeonato del Mundo de Motociclismo en la categoría de 125cc. Ángel Nieto ganó con esta marca tres campeonatos consecutivos en 1982, 1983 y 1984. Fausto Gresini ganó los campeonatos de 1985 y 1987. Luca Cadalora ganó el de 1986.
Hoy en día la marca es propiedad de la sociedad NUOVA GARELLI S.p.A., controlada por Finsec srl, un grupo de empresas de Paolo Berlusconi.